# Limnophora mesolissa
Limnophora mesolissa este o specie de muște din genul Limnophora, familia Muscidae, descrisă de Mario Bezzi în anul 1928. Conform Catalogue of Life specia Limnophora mesolissa nu are subspecii cunoscute.